# Robleda (kommunhuvudort)
Robleda är en kommunhuvudort i Spanien.   Den ligger i provinsen Provincia de Salamanca och regionen Kastilien och Leon, i den centrala delen av landet, 250 km väster om huvudstaden Madrid. Robleda ligger 839 meter över havet och antalet invånare är 533.
Terrängen runt Robleda är platt åt nordväst, men åt sydost är den kuperad. Terrängen runt Robleda sluttar norrut.Runt Robleda är det mycket glesbefolkat, med 6 invånare per kvadratkilometer. Närmaste större samhälle är Gata, 16,4 km söder om Robleda. 